# Governatorato di Médenine
Il governatorato di Médenine è uno dei 24 governatorati della Tunisia. Venne istituito nel 1956 e corrisponde alla fascia costiera meridionale del paese, inclusa l'isola di Djerba; suo capoluogo è Médenine.
Nel governatorato ci sono alcune città:
- Ajim
- Ben Gardane
- Beni Khedache
- Houmt Souk
- Médenine
- Midoun
- Zarzis

Tra i villaggi di Allouet El Gounna (Tunisia) e Ras El Ajdir (Libia) la strada entra in Libia sulla Via Balbia, costruita dagli italiani e inaugurata da Benito Mussolini nel 1937.